# Арсич, Лазар
Лазар Арсич (серб. Лазар Арсић; род. 24 сентября 1991, Белград) — сербский футболист, полузащитник. Выступает за клуб «Младост» из Нови-Сада.

## Карьера
Лазар начал карьеру в команде «Обилич». 13 августа 2010 года перешёл в венгерский «Вашаш». Затем через полтора года стал игроком другого венгерского клуба «Ломбард». Летом 2014 года вернулся в Сербию и присоединился к клубу высшей лиги «Раднички 1923». Позже выступал за греческий Аполлон Смирнис, а также «Радник» и «Раднички» (Ниш).
9 февраля 2018 года перешёл в «Войводину». В основном составе дебютировал 17 февраля в домашнем матче против «Вождоваца».